# Joaquim Pinheiro das Chagas

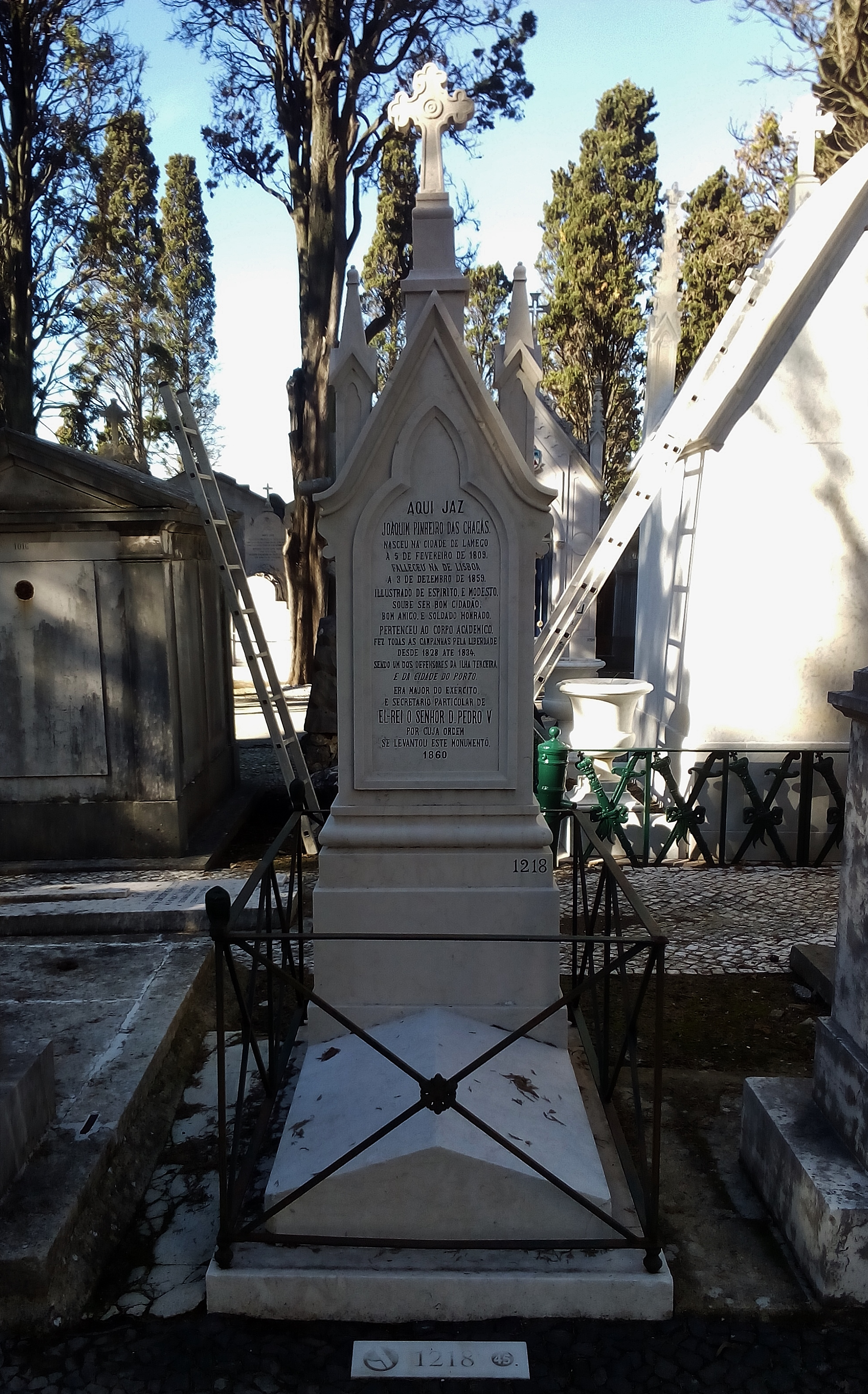
Jazigo de Joaquim Pinheiro das Chagas, no Cemitério dos Prazeres

Joaquim Pinheiro das Chagas (Lamego, 5 de Fevereiro de 1809 - Lisboa, 3 de Dezembro de 1859), militar e secretário particular do rei D. Pedro V de Portugal. Foi pai do conceituado jornalista e escritor Manuel Joaquim Pinheiro Chagas.

## Biografia
Era filho de Manuel Pinheiro, médico, e de sua mulher, D. Maria Teresa. 
Aos dezasseis anos de idade, depois de concluídos os preparatórios, foi para Coimbra na intenção de se formar em medicina, o que não pôde conseguir por se ter em 1829 alistado no Batalhão Académico que se formara para defender a causa liberal, a que tão brilhantes e desinteressados serviços prestou durante a guerra civil e que pôs termo a Convenção de Évora Monte.
Como soldado do batalhão tomou Pinheiro Chagas parte em todos os combates em que este corpo se distinguiu, e de que rezam com merecido louvor as crónicas contemporâneas. Depois de conhecido o lamentável caso do Belfast, que ia contribuindo para aniquilar de vez as aspirações e as esperanças dos defensores da causa, liberal, Pinheiro das Chagas entrou em Espanha com os restos do exército constitucional, seguindo mais tarde para Inglaterra, couto da foragida liberdade, como lhe chamou Almeida Garrett, mas que por vezes desmentiu com os emigrados portugueses a fama do seu hospitaleiro agasalho, encerrando-os no barracão de Plymouth, uma das mais dolorosas recordações do exílio daquele heróico punhado de bravos que arriscou a vida e fazenda em nome da redenção moral da pátria oprimida e vilipendiada. Os tormentos que passaram ali, o desprezo e desumanidade, com que o governo inglês os tratou, inspiraram a Pinheiro das Chagas uns artigos que ele intitulou Noites do Barracão, e tiveram então imensa voga, como eco que eram do sentir geral de todos os seus companheiros do infortúnio. O verdadeiro título deste curioso, e hoje raríssimo, livro é As noites do barracão passadas pelos emigrados portugueses em Inglaterra; em verso alexandrino, Paris, 1834. Pinheiro das Chagas fez parte da expedição dos Açores comandada pelo conde de Vila Flor, mais tarde duque da Terceira, contribuindo para a defesa da ilha Terceira, e também com os seus camaradas do Batalhão Académico, para submeter ao domínio do governo constitucional as demais ilhas do arquipélago. Entretanto, se a causa da emigração não ganhava terreno, conquistava lentamente para si os espíritos tímidos e animava o duque de Bragança à aventurosa expedição para Portugal, confiado na dedicação dos seus partidários e no apoio moral que os seus esforços iam encontrando na imprensa e nos parlamentos estrangeiros. Pinheiro das Chagas foi um dos bravos da expedição do exército libertador que veio desembarcar nas praias do Mindelo em julho de 1832, e tomou parte muito activa na defesa do Porto.  
Organizada depois a expedição para o Algarve, de que tomou o comando o general duque da Terceira, foi Pinheiro das Chagas nomeado para fazer parte do destacamento do batalhão académico que exclusivamente constituía a artilharia do corpo expedicionário, podendo por este simples facto ajuizar-se ainda hoje de que prestante auxílio não foi à consolidação do governo constitucional na nossa terra a desinteressada corporação da mocidade académica. No combate da Cova da Piedade, um dos últimos feridos naquela sangrenta luta de irmãos, ficou Pinheiro das Chagas estendido no campo como morto em resultado de uma violenta contusão na cabeça, tributo que raros dos seus camaradas deixaram de pagar à fixidade das suas crenças a ao amor pela sua terra natal. Quase, ao terminar a guerra civil já em Lisboa, e depois de haver sido dissolvido o corpo académico, permitindo-se aos estudantes optarem pela continuação dos seus respectivos cursos ou pela entrada no exército com o posto de alferes, a que todos tinham mais que justificado direito, Pinheiro das Chagas optou pelo serviço militar, a que se habituara nas rudes provações do exílio, sendo colocado em infantaria n.º 18, fazendo o resto da campanha da liberdade até à memorável batalha da Asseiceira, em que tomou parte. 
Joaquim Pinheiro das Chagas foi um homem de inexcedível modéstia, e de completo desapego das ostentações e vaidades sociais. Uma única preocupação o dominava o cultivo da inteligência, já então prometedora de seu filho único, o futuro estadista e distinto escritor Manuel Pinheiro Chagas. Foi neste propósito que aceitou, por convite do general Augusto Palmeirim, então director do Colégio Militar, o lugar de oficial do mesmo colégio, isto no intuito de vigiar e dirigir a educação de seu filho, que nele era aluno, e se dispunha a seguir a carreira das armas. Foi por este tempo, e quando exercia interinamente o lugar de director do Colégio Militar, que o rei D. Pedro V teve ocasião de o conhecer, de avaliar o alcance da sua inteligência e a solidez dos seus conhecimentos, afeiçoando-se-lhe desde logo com a bonomia característica de todos os actos da vida do jovem monarca, chamando-o meses depois para o lugar de seu secretário particular. Cumpre denunciar como hereditária em D. Pedro V esta honrosa afeição pelo seu secretário, antes confidente das mágoas a dissabores de que a realeza não anda isenta. (V. D. Pedro V, neste vol., pag. 504). O rei D. Fernando já distinguia Pinheiro das Chagas com a sua amizade muito antes de 1857, ano em que este fora chamado para desempenhar as melindrosas funções de secretário dum rei moço e estudioso, e dedicado, como ele dizia, ao seu ofício de reinar. Apesar da fortuna por vezes lhe haver sorrido, Pinheiro das Chagas teimou sempre em viver na obscuridade, negando-se quer às sedutoras exterioridades da corte, quer ao arruido fascinador da publicidade. Dotado de grande inteligência, já na emigração era conhecido como poeta de largos horizontes, como o prova uma Ode a Catão, que se recitou em Plymouth numa récita do Catão, de Almeida Garrett, e que teve um êxito enorme. Esta Ode, além do seu mérito literário, exprimia os sentimentos dos emigrados que viam a sua energia e o seu vigor paralisados por falta de chefe, a por discórdias dos que deviam dirigir o movimento liberal. 
Fiel aos princípios da sua mocidade, poucos artigos firmou com o seu nome, a esses mesmos só quando julgou que deles lhe poderia advir responsabilidade perante a classe a que pertencia, e tais são os que escreveu a assinou na Revista Militar, então nascente, a que a  boa camaradagem lhe não permitia negar o auxílio da sua colaboração. Como poeta, pertenceu à escola intermédia entre a clássica que chegava ao seu termo, e a romântica que principiava a despontar acaudilhada em Inglaterra por lorde Byron, em França por Victor Hugo a Lamartine, em Espanha pelo duque de Ribas, em Portugal por Almeida Garrett. Deixou belas traduções de Parny, Turquety, Lamartine, Thomaz Gray, Goldsmith, lorde Byron e de Victor Hugo. Também traduziu a ampliou por ordem do rei D. Pedro V a Chave da Ciência, do dr. Brewer, para ser adaptada às escolas portuguesas. Esta tradução ficou interrompida pela inesperada morte de Pinheiro das Chagas, contando apenas cinquenta anos, e parecendo gozar de boa saúde. Faleceu no Paço Real das Necessidades, por acidente. Residia na rua da Boa Morte, número 11, da freguesia de Santa Isabel (Lisboa).
Deixou inéditas Memórias, manifestando o desejo de que só fossem publicadas vinte anos depois da sua morte. O seu funeral realizou-se no dia 5 de dezembro de 1859, sendo os seus restos mortais depositados no jazigo do conde da Ponte no cemitério dos Prazeres; um ano depois foram trasladados para jazigo próprio.